# Вал ди Дзолдо
Ва̀л ди Дзо̀лдо (на италиански: Val di Zoldo; на ладински: Val de Zoldo, Вал де Дзолдо) е община в Северна Италия, провинция Белуно, регион Венето. Административен център на общината е село Фузине (Fusine), което е разположено на 1177 m надморска височина. Населението на общината е 3135 души (към 2018 г.).
Общината е създадена в 1 януари 2016 г. Тя се състои от предшествуващите общини Дзолдо Алто и Форно ди Дзолдо.